# Ikebdanen
De Ikebdanen of Kebdana (Berbers: ⵉⴽⴱⴷⴰⵏⴻⵏ) zijn een Zenatastam die in de Rifstreek in het noordoosten van Marokko leven. Ze spreken het oostelijk-Riffijns dialect.

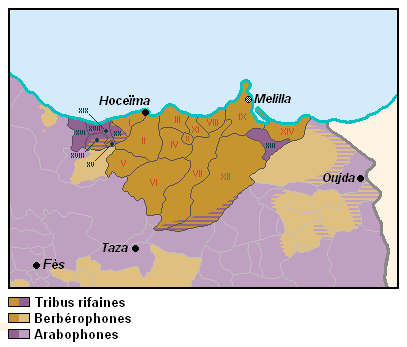
De Ikebdanen worden aangegeven met XIV

Het stamgebied valt onder de provincie Nador en grenst aan de Moulouya in het oosten.

## Geschiedenis
De Andalusische historicus en geograaf Al-Bakri noemde de Ikebdanen al in de tiende eeuw als meest oosterse stam in de Rifstreek.
Zij bevochten in 1893 als eerste Riffijnse stam de Spaanse kolonisten in de slag van Lehdara.

## Geografie
Benoemenswaardige plaatsten in dit stamgebied zijn Arekmane en Ras Kebdana.  
Populaire stranden in dit gebied zijn Sidi El Bachir en Cap del’Eau-les-Rochers.